# Frenda
Frenda (în arabă فرندة) este o comună din provincia Tiaret, Algeria.
Populația comunei este de 54.162 locuitori (2008).